# Jorge Mas Santos
Jorge Màs Santos (Miami, 28 de febrero de 1963) es un empresario multimillonario estadounidense y presidente del Real Zaragoza, así como el mayor accionista, de MasTec, una empresa de construcción e ingeniería con sede en Miami, fundada por su padre, Jorge Mas Canosa.
Mas también es presidente de la Fundación Nacional Cubano Americana y propietario administrativo del Inter Miami CF, un equipo de fútbol de la Major League Soccer con sede en Miami. También es presidente del Real Zaragoza, un club de fútbol español. A junio de 2025, su patrimonio neto se estimaba en dos mil seiscientos millones de dólares.
El Real Zaragoza, club que preside, también es socio, aunque minoritario, de la mercantil "La Nueva Romareda SL". La sociedad tiene mayoría de capital público aportado por la Diputación General de Aragón y por el Ayuntamiento de Zaragoza.
A pesar de que el pacto parasocial suscrito en 2023 para La Nueva Romareda SL, contempla una penalización millonaria para el “socio privado” en caso de que este no cumpla con el programa comprometido de financiación, los socios mayoritarios, Ayuntamiento y DGA gobernados por el PP, no han ejercido esa opción legal.
Es más: el Ayuntamiento, gobernado por el PP, ha evitado revelar, hasta la fecha, en qué momento dio el Consejo de Administración de la sociedad su visto bueno a la reprogramación de estas aportaciones. En el nuevo pacto parasocial, fechado el 21 de abril de 2025, ya no figuran esos 6,8 millones que el Real Zaragoza dejó de aportar en 2024. A cambio, su contribución debe aumentar en 2025 hasta los 10 millones de euros.

## Biografía

### Educación y vida personal
Mas asistió y se graduó de la Universidad de Miami, donde obtuvo una licenciatura en administración de empresas en 1984 y una maestría en administración de empresas en 1985 de la Escuela de Negocios de la Universidad de Miami.
Está casado con Aleyda. Tienen tres hijos y residen en Miami.

## Carrera
Mas es el presidente de MasTec (NYSE: MTZ), una empresa fundada por su padre. Comenzó su carrera en Church and Tower, antecesora de MasTec, en 1984.[cita requerida]
En 1990, Mas cofundó Neff Corporation (NYSE: NFF), proveedor de equipos de construcción y servicios públicos en alquiler. En 2005, se vendió por un reportado de $510 millones.
Es el socio gerente de un grupo de capital privado con inversiones en los campos de la aviación, la banca, bienes raíces comerciales, atención médica y fabricantes de mercado de comercio de renta fija. Ha formado parte de más de una docena de juntas directivas corporativas y ha dado conferencias sobre temas relacionados con el espíritu empresarial, la estrategia corporativa y cómo desarrollar y motivar a equipos de liderazgo.
Jorge es presidente de la Fundación Nacional Cubano Americana (CANF), fundada por su padre en 1981. Mas ha adoptado una postura más moderada sobre Cuba que su padre, un acérrimo opositor de Castro.

## Filantropía
Es director ejecutivo de la Fundación Familiar Mas, que administra un fondo de dotación de $5 millones. [cita requerida]